# 松前站
松前站（日语：／ Masaki eki */?）是位於日本愛媛縣伊予郡松前町的鐵路車站，隸屬於伊予鐵道（伊予鐵），車站編號為IY31，是松前町的中心車站，也是現時郡中線中唯一的區間車終點站，不過只限星期一至星期五的早上繁忙時間開出的2個班次而已。另外，本站也是伊予鐵道內少數具有直營站地位的車站，駐守站內的職員均為伊予鐵道的正式員工，而非其餘有人站採用委託方式的非會社職員。
自鄰站古泉站於2008年興建了四國島內最大型的購物中心「EMIFULL松前」後，使用人數大幅增加，令本站雖作為松前町的中心車站，但每人使用人數卻不及古泉站。

## 車站結構
為複合式單層木製站舍1座，自開業以來一直使用至今。站舍再可分為左、右兩翼，並以中廊連接。車站入口位於右翼的左側，並仍豎立著開站時的純漢字站名牌匱。通過玄關後，左側連中廊部份為附設有座椅的候車大堂、右側為售票機及附設服務窗口的站長室；中央為開放式人手閘口，設有感應IC咭的讀咭機，頂部則保留著舊式列車到站的時間表燈箱。至於左翼部份，現時已改成為月台內的洗手間；而右翼右側，則為儲物室及用作其他業務用途。
站舍內仍保留明治時代的建築風格，包括特高的樓底、舊式街燈、日式趟窗及以石版砌成的地台等。
現時設有側式月台及島式月台各1個，共提供2面3線的配置，有效長度為3輛。其中位於島式月台最外端的月台，為備用月台，並沒有架設電纜，亦只有靠向地藏町站方向的半個月台舖設有路軌和轉轍器，由古泉站開出的列車是無法駛進去，但相關的路基痕跡則仍然存在。由於站舍與月台有高度上的差異，通過閘口後，需上行3級樓梯才到達往松山市方向的月台，往郡中港方向的島式月台，則利用向地藏町方向的站內平交道連接。

### 月台配置
| 月台         | 路線         | 方向         | 目的地       | 備註                                                                          |
| ------------ | ------------ | ------------ | ------------ | ----------------------------------------------------------------------------- |
| 側式月台     | ■郡中線      | 上行         | 松山市方向   |                                                                               |
| 島式月台內側 | ■郡中線      | 下行         | 郡中港方向   |                                                                               |
| 島式月台外側 | 現在並不使用 | 現在並不使用 | 現在並不使用 | 原貨物列車避線，現已停止使用。 沒有裝設架空電纜，一般列車無法自行駛進軌道內。 |

## 歷史
- 1896年7月4日：開業。
- 2025年3月18日：伊予鐵內所有郊外鐵道線均可使用ICOCA及全國交通系IC卡[8][9][10]。

## 使用情況
| 年度   | 1日平均乗車人數 |
| ------ | --------------- |
| 2003年 | 1,084           |
| 2004年 | 1,055           |
| 2005年 | 1,068           |
| 2006年 | 1,101           |
| 2007年 | 1,132           |
| 2008年 | 1,066           |
| 2009年 | 1,016           |
| 2010年 | 1,035           |
| 2011年 | 1,014           |

## 相鄰車站
伊予鐵道
■ 郡中線
古泉（IY30）－松前（IY31）－地藏町（IY32）

## 外部連結
- 伊予鐵道松前站公式網頁。 （页面存档备份，存于）